# Житомирская агломерация
Житомирская агломерация (укр. Житомирська агломерація) — городская агломерация в Житомирской области Украины с центром в городе Житомир.
Кроме собственно Житомира, в её состав также входят пгт. Гуйва, Новогуйвинское, Озерное и ряд сл.